# Diecéze Abbir Maius
Diecéze Abbir Maius je titulární diecéze římskokatolické církve.

## Historie
Abbir Maius, z římských zdrojů známý jako Abbir Cellense, bylo starobylé biskupské sídlo nacházející se v římské provincii Africa Proconsularis. Je identifikovatelný s Henchir-en-Naam. Byla sufragánnou arcidiecéze Kartágo. 
Od autora Morcelliho známe tři biskupy: Felix, který se roku 411 zúčastnil Koncilu v Kartágu. Dalším biskupem byl Felix  který se zúčastnil roku 484 na koncilu v Kartágu svolaný vandalským králem Hunerichem. Adeodátus, zúčastněný koncilu monotheletismu v Kartágu a to roku 646. Felix II. a Adeodát ale patří do diecéze Abbir Germaniciana. Dalším biskupem je Cyprianus Cellensis kterého ale Morcelli připisuje do diecéze Cellæ v Proconsularis.
Dnes je využívána jako titulární biskupské sídlo; současným titulárním biskupem je Miguel Olaortúa Laspra, apoštolský vikář Iquitos.

## Seznam biskupů
- Felix I. (zmíněn roku 411)
- Cyprián ? (zmíněn roku 484)
- Felix II. ? (zmíněn roku 484)
- Adeodát ? (zmíněn roku 646)

## Titulární biskupové a arcibiskupové
| hodnost              | jméno                         | úřad                                                                 | od                 | do                |
| -------------------- | ----------------------------- | -------------------------------------------------------------------- | ------------------ | ----------------- |
| titulární biskup     | Louis van Dyck, CICM          | apoštolský vikář apoštolského vikariátu Jihozápadní Mongolsko (Čína) | 10. srpna 1915     | 4. prosince 1937  |
| titulární biskup     | John Baptist Hu Ruo-han       | apoštolský vikář apoštolského vikariátu En-š' (Čína)                 | 13. února 1940     | asi 1950          |
| titulární biskup     | Jan Wladysław Oblak           | pomocný biskup hnězdenské a poté varmijské diecéze (Polsko)          | 20. listopadu 1961 | 13. dubna 1982    |
| titulární arcibiskup | Bernard Henri René Jacqueline | apoštolský pronuncius v Burundi a poté v Maroku                      | 24. dubna 1982     | 26. února 2007    |
| titulární biskup     | Thaddeus Cho Hwan-Kil         | pomocný biskup teguské arcidiecéze (Jižní Korea)                     | 23. března 2007    | 4. listopadu 2010 |
| titulární biskup     | Miguel Olaortúa Laspra, OSA   | apoštolský vikář iquitoského apoštolského vikariátu (Peru)           | 2. února 2011      |                   |